# 営業係数

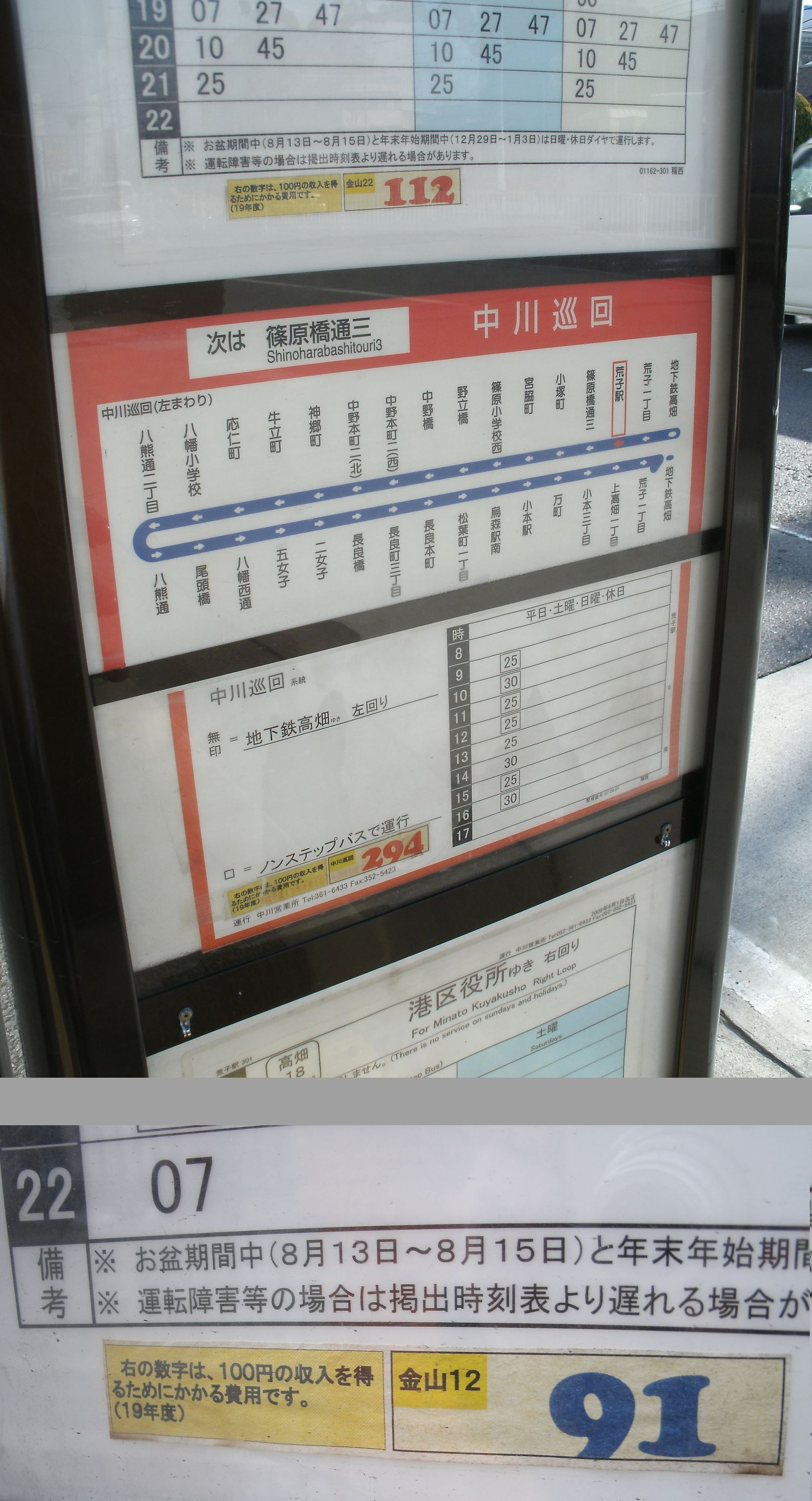
名古屋市営バスの停留所に掲示された、系統毎の営業係数
----
黒字系統は青い字で、赤字系統は赤い字で記されている。
上：荒子駅 「112」が金山22号系統、「294」が中川巡回系統の営業係数。
下：石川橋　金山12号系統は数少ない黒字路線の一つ。

営業係数（えいぎょうけいすう、英: operation ratio, operating ratio ）とは、100円の営業収入を得るのに、どれだけの営業費用を要するかを表す指数。主に鉄道路線やバス路線の経営状態を表す指標として使われる。100未満であれば黒字、超えれば赤字である。
{\displaystyle {\text{operating ratio}}={\frac {\text{operating revenue}}{\text{operating expenses}}}\times {\text{100}}}
また、収入と費用の比、すなわち経営効率を表す指標であって、赤字や黒字の絶対額を表さない。

## 概要
営業係数をよく用いたのは日本国有鉄道（国鉄）など鉄道事業者である。国鉄の場合、毎年8月末に公表される監査報告書に記載されていた。
国鉄の営業係数は次のようなものを対象に計算された。損益分岐の指標としてばかりでなく、部門間での比較指標としても活用されている。また、一定期間での推移を観察した分析もあった。ここでは、1982年（昭和57年）の監査報告についての報道での説明を元に解説する。

### 算定範囲
- 鉄道管理局全体の営業係数：管理局間の特徴を把握するため使用
  - 部門別の営業係数
    - 管理局管内の収支を旅客収支、貨物収支に区分して営業係数を算出し、比較に使用

  - 線区の営業係数
    - 幹線系線区、地方交通線系線区の営業係数：管理局ごとに算出して比較
    - 新幹線、在来線の営業係数：その方向全体の動向を把握するため使用。合算した場合の総合的な収支も計算された。
    - 個別線区の営業係数：ドル箱路線やローカル線のリストアップ時によく使われた。

### 算定根拠
どの括りで計算するにせよ、営業係数の算出に当たっては次のような要素を合算して収入・支出を計算し、その後支出を収入で割って営業係数を求める。基本的には一般の会計学で使用されている概念を応用したもの。
- 収入
  - 旅客収入
  - 貨物収入
  - 関連事業収入：構内営業や駅ビル事業などからの収入
  - 営業外収入
  - 雑収入
- 支出
  - 人件費：要員の給与、退職金、共済組合負担金に分かれる。
  - 物件費：動力費など
  - 資本関係経費：電化、線増[* 3]、新線建設等に伴う減価償却など

算出に際し、線区の分岐駅の取り扱いや異なる線区にまたがる利用の取り扱いは、販売した駅の所属する路線の収入として計上された。

## 国鉄財政の悪化と営業係数
| 地域   | 営業係数 | 一般損益（億円） |
| ------ | -------- | ---------------- |
| 北海道 | 415      | ▲2,142           |
| 四国   | 336      | ▲336             |
| 九州   | 294      | ▲1,593           |
| 本州   | 132      | ▲29              |
| 計     | 148      | ▲4,100           |

|                | 東海道・山陽 | 東北 | 上越 |
| -------------- | ------------ | ---- | ---- |
| 新幹線         | 53           | 209  | 244  |
| 並行する在来線 | 169          | 214  | 153  |
| 合計           | 93           | 211  | 196  |

国鉄の財務状況が赤字となった1964年（昭和39年）以降も、運賃の値上げは国会の議決事項である旨が日本国有鉄道法により規定されたままであり、1975年（昭和50年）以前は物価高騰に比較して貨客運賃の値上げは抑制され続けた。一方で、イギリス、西ドイツ、フランスなどで実施されていた国鉄への公的助成は日本では赤字を埋め合わせるレベルには至らなかった。また、労働組合の激しい反対運動で人員合理化が遅れた（国鉄労働組合、国鉄動力車労働組合も参照）。
これらのことから、地方交通線ばかりでなく幹線もほとんどが赤字であり、常に黒字を計上していたのは国鉄末期には以下の線区程度であったと言われる。
- 昭和59年度　営業係数上位路線 [2]
  1. 山手線（44）
  2. 東海道新幹線および山陽新幹線（53）
  3. 総武本線（79）
  4. 横浜線（79）
  5. 高崎線（88）
  6. 根岸線（89）
  7. 大阪環状線（92）
  8. 南武線（99）

なお、国電区間の路線は環状線としての性格を持ち、放射路線と乗り継ぐための短距離利用者（初乗り運賃が占める割合が高く、キロ当たりの単価が高い）が多いため、黒字を計上しやすかった。しかし、最悪期には国電区間を中心とした首都圏19線区（全て在来線）全体の営業係数は100を超過していた。首都圏の営業係数が再度100を切ったのは1977（昭和52）年度のことであるが、この年の利益は僅か6億円に過ぎなかった。その後、人口集中の恩恵を着実に受け、又、値上げが毎年のように繰り返され、旅客逸走（国鉄離れ）を上回る収入があったこと、人員整理が徐々に進められていったことから、順調に営業係数は改善し、1982年（昭和57年）には19線区中11線区で営業係数が100を切ることとなった。
逆に、赤字線区の筆頭として取りあげられていたのは以下のような線区であり、営業係数が3,000から4,000を上回る路線もいくつかあった。それは乗客数（営業収入）が極端に少ないこと（分母が小さくなる）や、保線費用が除雪等のため多くかかること（分子が大きくなる）などが要因だった。
- 美幸線、深名線、万字線、湧網線、興浜北線、白糠線、丸森線、室木線、漆生線、添田線、宮原線（特定地方交通線として全ての路線が廃止され、第三セクター方式で阿武隈急行が運行する丸森線を除き、バスに転換された。）

また、昭和40年代以前に廃止された路線では、以下のような路線が赤字線として知られていた。
- 柳ヶ瀬線、宇品線、根北線

営業係数は政府や国鉄が赤字ローカル線の廃止論議をする際によく登場していたが、実際に赤字83線や特定地方交通線の取り組みで廃止対象となる基準には路線の距離や輸送密度などが用いられ、赤字額が膨大であることを理由にはされていない。
営業係数としては筆頭ではないものの、巷間三大都市圏として知られる中でも、昭和50年代以降民営化直前までに黒字の常連へと復帰できたのは首都圏のみである。名古屋鉄道管理局や関西の3鉄道管理局管内の営業収支は殆どが赤字で、黒字線区の常連は大阪環状線唯1線に過ぎなかった。管理局としての営業係数も、1980年代に入っても100を超えていた。

## 国鉄分割民営化後
このような営業係数は、公共企業体であった国鉄が民営化されてJRとなってからは、線区別の公表はされなくなった。国鉄民営化後は『鉄道統計年報』にて、鉄道事業者毎に公表されている。
週刊東洋経済2010年（平成22年）4月3日号にて、ジャーナリストの梅原淳が民営化直前の営業収支をもとに輸送人員の推移や各社の収支を材料に推測した、線区別の営業係数の「試算」が掲載されている。
JR北海道は、2015年11月6日に発表した2015年度9月期中間決算にて、輸送密度が500人未満の線区別の営業係数を初めて公表した。更に2016年には、全線区別の営業係数を公表した。
経営悪化などを理由として公的な介入がなされたり、検討されている場合には、検討会の配布資料などとして、線区別の営業係数が公表されることがある。
2022年に国土交通省が公表した鉄道事業者各社へのアンケート結果では、事業者から「営業係数の算出は各社独自の基準でなされており、他事業者間で比較できない」と指摘されている。

## バス
鉄道と違いバスは路線の設定が柔軟に行えるため赤字路線は廃止することが多いが、過疎地ではバスが唯一の交通手段でスクールバスとして機能している例もあり、廃止には地元との協議が必要となる。
利用者に現状を知ってもらうためとして、公営交通には営業係数を公表する事業者もある。名古屋市交通局では市バス（公営バス）の赤字額が大きいため、毎年バスターミナルなどに各線の営業係数を示した表を貼り、「あと1回乗って下さい」などと利用客に現状をアピールしている。また、京都市交通局ではすべての停留所の時刻表に当該系統の営業係数を掲示している。
鉄道開業の影響を受けることもあり、仙台市営バスでは仙台市地下鉄東西線の開通で競合する黒字路線を廃止したことで、全路線で営業係数が110以上となった。ワースト1位の八ツ森線は1826となっていた